# D.a.u.d.a
d.a.u.d.a er den første EP af den danske musiker Sivas. EP'en blev udgivet den 16. september 2013 via disco:wax.
GAFFAs anmelder, Maria Therese Seefeldt Stæhr, gav EP'en tre af seks stjerner, mens Soundvenues anmelder, Kristian Karl, var mere positiv og gav EP'en fem ud af seks mulige stjerner.

## Spor
| #  | Titel                                   | Sangskriver(e)      | Længde |
| -- | --------------------------------------- | ------------------- | ------ |
| 1. | "Kbhavana"                              | Sivas               | 3:25   |
| 2. | "Markering (Hæld Op)"                   | Sivas               | 3:53   |
| 3. | "Tonede Ruder" (featuring Hans Phillip) | Hans Phillip, Sivas | 3:15   |
| 4. | "D.A.U.D.A" (featuring Gilli)           | Gilli, Sivas        | 3:46   |
| 5. | "Araba"                                 | Sivas               | 3:41   |